# Stapylton
Stapylton är en del av en befolkad plats i Australien. Den ligger i kommunen Gold Coast och delstaten Queensland, omkring 36 kilometer sydost om delstatshuvudstaden Brisbane. Antalet invånare är 507.
Runt Stapylton är det ganska glesbefolkat, med 38 invånare per kvadratkilometer.. Närmaste större samhälle är Logan City, omkring 16 kilometer nordväst om Stapylton. 
Runt Stapylton är det i huvudsak tätbebyggt. Genomsnittlig årsnederbörd är 1 424 millimeter. Den regnigaste månaden är januari, med i genomsnitt 275 mm nederbörd, och den torraste är oktober, med 21 mm nederbörd.